# Produkcyjne optimum czasu pracy
Produkcyjne optimum czasu pracy – długość dnia lub tygodnia pracy, przy której produkcja osiąga maksimum - a każde wydłużenie czasu pracy czy jego skrócenie powoduje ilościowy spadek produkcji. 